# Мавзолей Алиптомар
Мавзолей Алиптомар (каз. Алыптомар мазары) — мавзолей в Коргалжынском районе Акмолинской области, в 10 км к востоку-юго-востоку от села Коргалжын.

## Описание
Мавзолей купольный с круглым в плане основанием диаметром 6,8 м. Верхняя часть купола и входной арки была обрушена. Вход находится с восточной стороны и выполнен в виде арочной ниши, вытянутой на всю высоту объёма, со стрелкой арки в центральной точке 3,15 м.
Мавзолей построен из сырцового кирпича размерами 35×22×10 и 30×28×10 см. В качестве декоративного решения использовалось чередование рядов кирпичной кладки светлого и тёмного тонов по всему цилиндрическому объёму строения.
Внутри переход к куполу над круглой в плане камерой мавзолея диаметром 3,68 м выполнен напуском кирпичной кладки. На северной стороне на уровне 1,3 м от основания стен две стрельчатые ниши высотой 0,5 м.